# 灌木小甘菊
灌木小甘菊（学名：Cancrinia maximowiczii）是菊科小甘菊属的植物，是中国的特有植物。分布在中国大陆的青海、新疆、甘肃等地，生长于海拔2,100米至3,600米的地区，常生于多砾石的山坡及河岸冲积扇上。